# Puchar Sześciu Narodów U-20 2014
Puchar Sześciu Narodów U-20 2014 – siódma edycja Pucharu Sześciu Narodów U-20, międzynarodowych rozgrywek w rugby union dla reprezentacji narodowych do lat dwudziestu. Zawody odbyły się w dniach 31 stycznia – 14 marca 2014 roku, a zwyciężyła w nich reprezentacja Francji, która pokonała wszystkich rywali i tym samym zdobyła dodatkowo Wielkiego Szlema.

## Mecze
| 31 stycznia 201419:05 | Irlandia U-20                                                                             | 34:7 | Szkocja U-20                          | Dubarry Park, Athlone Sędzia: Claudio Blessano |
| 31 stycznia 201419:05 | Jack O'Donoghue 10 (2P) Oisin Heffernan 5 (P) Peadar Timmins 5 (P) Ross Byrne 14 (4pd 2K) | 34:7 | Ben Cooper 2 (pd) Ben Vellacott 5 (P) | Dubarry Park, Athlone Sędzia: Claudio Blessano |

| 31 stycznia 201419:10 | Walia U-20                                                                         | 26:9 | Włochy U-20            | Eirias Stadium, Colwyn Bay Sędzia: Alexandre Ruiz |
| 31 stycznia 201419:10 | Dafydd Howells 5 (P) Ethan Davies 11 (pd 3K) James Benjamin 5 (P) Josh Adams 5 (P) | 26:9 | Filippo Buscema 9 (3K) | Eirias Stadium, Colwyn Bay Sędzia: Alexandre Ruiz |

| 31 stycznia 201420:55 | Francja U-20                                                             | 21:15 | Anglia U-20                                                | Stade Léo Lagrange, Draguignan Widzów: 6853 Sędzia: Gary Conway |
| 31 stycznia 201420:55 | Baptiste Serin 11 (pd 3K) François Cros 5 (P) Jean-Baptiste Singer 5 (P) | 21:15 | Billy Burns 5 (pd K) Maro Itoje 5 (P) Tom Stephenson 5 (P) | Stade Léo Lagrange, Draguignan Widzów: 6853 Sędzia: Gary Conway |

| 7 lutego 201419:30 | Szkocja U-20                                                          | 15:48 | Anglia U-20 | Netherdale, Galashiels Widzów: 1500 Sędzia: Alexandre Ruiz |
| 7 lutego 201419:30 | Ben Chalmers 3 (K) Ben Cooper 2 (pd) Chris Dean 5 (P) Sam James 5 (P) | 15:48 | Billy Burns 9 (3pd K) Henry Purdy 5 (P) James Chisholm 5 (P) Maro Itoje 5 (P) Nick Tompkins 5 (P) Sam Olver 4 (2pd) Tom Stephenson 5 (P) Zach Kibirige 10 (2P) | Netherdale, Galashiels Widzów: 1500 Sędzia: Alexandre Ruiz |

| 7 lutego 201419:35 | Irlandia U-20                                | 0:16 | Walia U-20 | Dubarry Park, Athlone Widzów: 2000 Sędzia: Tom Foley |
| 7 lutego 201419:35 | Ethan Davies 11 (pd 3K) Steffan Hughes 5 (P) | 0:16 |            | Dubarry Park, Athlone Widzów: 2000 Sędzia: Tom Foley |

| 8 lutego 201420:55 | Francja U-20 | 34:0 | Włochy U-20 | Stade Armandie, Agen Widzów: 7200 Sędzia: Graeme Wells |
| 8 lutego 201420:55 | Arthur Iturria 10 (2P) Baptiste Serin 9 (3pd K) Brandon Fajardo 3 (dg) Francois Fontaine 7 (P pd) Kylan Hamdaoui 5 (P) | 34:0 |             | Stade Armandie, Agen Widzów: 7200 Sędzia: Graeme Wells |

| 21 lutego 201419:00 | Włochy U-20                                                                                        | 32:13 | Szkocja U-20                                          | Stadio Comunale Omero Tognon, Fontanafredda Widzów: 2000 Sędzia: Cedric Marchat |
| 21 lutego 201419:00 | Alessandro Torlai 10 (2P) Filippo Buscema 12 (3pd 2K) Maicol Azzolini 5 (P) Matteo Gasparini 5 (P) | 32:13 | Ben Chalmers 3 (K) Sam James 5 (P) Tommy Spinks 5 (P) | Stadio Comunale Omero Tognon, Fontanafredda Widzów: 2000 Sędzia: Cedric Marchat |

| 22 lutego 201418:05 | Walia U-20                                             | 10:16 | Francja U-20                                         | Eirias Stadium, Colwyn Bay Sędzia: Sean Gallagher |
| 22 lutego 201418:05 | Ethan Davies 3 (K) Luke Price 2 (pd) Ethan Lewis 5 (P) | 10:16 | Baptiste Serin 11 (pd 3K) Jean-Baptiste Singer 5 (P) | Eirias Stadium, Colwyn Bay Sędzia: Sean Gallagher |

| 22 lutego 201418:15 | Anglia U-20                                                                                         | 33:9 | Irlandia U-20     | Franklin’s Gardens, Northampton Widzów: 4948 Sędzia: Lloyd Linton |
| 22 lutego 201418:15 | Billy Burns 13 (2pd 3K) Howard Packman 5 (P) Joel Conlon 5 (P) Maro Itoje 5 (P) Nick Tompkins 5 (P) | 33:9 | Ross Byrne 9 (3K) | Franklin’s Gardens, Northampton Widzów: 4948 Sędzia: Lloyd Linton |

| 7 marca 201419:05 | Irlandia U-20                                             | 18:0 | Włochy U-20 | Dubarry Park, Athlone Sędzia: Craig Maxwell-Keys |
| 7 marca 201419:05 | Cian Kelleher 5 (P) Adam Byrne 5 (P) Ross Byrne 8 (pd 2K) | 18:0 |             | Dubarry Park, Athlone Sędzia: Craig Maxwell-Keys |

| 7 marca 201419:30 | Szkocja U-20                                                 | 13:18 | Francja U-20                                                        | Netherdale, Galashiels Sędzia: Dan Jones |
| 7 marca 201419:30 | Ben Chalmers 3 (K) Damien Hoyland 5 (P) Andrew Cramond 5 (P) | 13:18 | Anthony Meric 3 (K) Brandon Fajardo 10 (P pd K) Tommy Raynaud 5 (P) | Netherdale, Galashiels Sędzia: Dan Jones |

| 7 marca 201419:45 | Anglia U-20 | 67:7 | Walia U-20                                | Kingston Park, Newcastle upon Tyne |
| 7 marca 201419:45 | Alex Lundberg 5 (P) Billy Burns 15 (6pd K) Harry Thacker 10 (2P) Henry Taylor 5 (P) Maro Itoje 5 (P) Sam Olver 2 (pd) Zach Kibirige 5 (P) Gus Jones 20 (4P) | 67:7 | Luke Price 2 (pd) karne przyłożenie 5 (P) | Kingston Park, Newcastle upon Tyne |

| 14 marca 201419:00 | Włochy U-20           | 5:52 | Anglia U-20 | Stadio San Michele, Calvisano |
| 14 marca 201419:00 | Adriano Daniele 5 (P) | 5:52 | Aaron Morris 7 (P pd) Callum Braley 5 (P) Harry Sloan 5 (P) Henry Purdy 5 (P) Joel Conlon 5 (P) Nathan Earle 5 (P) Sam Olver 10 (5pd) Maro Itoje 5 (P) Tom Woolstencroft 5 (P) | Stadio San Michele, Calvisano |

| 14 marca 201419:00 | Walia U-20 | 43:15 | Szkocja U-20                                                  | Eirias Stadium, Colwyn Bay Widzów: 3510 Sędzia: Elia Rizzo |
| 14 marca 201419:00 | Jack Dixon 5 (P) James Benjamin 5 (P) Josh Adams 5 (P) Luke Price 4 (2pd) Steffan Hughes 5 (P) Will Boyde 5 (P) Angus O’Brien 4 (2pd) Tomos Williams 5 (P) karne przyłożenie 5 (P) | 43:15 | Damien Hoyland 5 (P) Gavin Lowe 5 (pd K) Jamie Farndale 5 (P) | Eirias Stadium, Colwyn Bay Widzów: 3510 Sędzia: Elia Rizzo |

| 14 marca 201420:55 | Francja U-20                                                                   | 23:13 | Irlandia U-20                                                | Stade Maurice Trélut, Tarbes Widzów: 10400 Sędzia: Lloyd Linton |
| 14 marca 201420:55 | Baptiste Serin 13 (2pd 3K) Jean-Blaise Lespinasse 5 (P) Romain Ruffenach 5 (P) | 23:13 | Conor McKeon 3 (K) Frankie Taggart 5 (P) Ross Byrne 5 (pd K) | Stade Maurice Trélut, Tarbes Widzów: 10400 Sędzia: Lloyd Linton |